# Вилтон (Алабама)
Вилтон (енгл. Wilton) град је у америчкој савезној држави Алабама. По попису становништва из 2010. у њему је живело 687 становника.

## Демографија
Према попису становништва из 2010. у граду је живело 687 становника, што је 107 (18,4%) становника више него 2000. године.
| Група             | 2000.       | 2010.       |
| Белци             | 411 (70,9%) | 482 (70,2%) |
| Афроамериканци    | 137 (23,6%) | 156 (22,7%) |
| Азијати           | 1 (0,2%)    | 1 (0,1%)    |
| Хиспаноамериканци | 19 (3,3%)   | 32 (4,7%)   |
| Укупно            | 580         | 687         |